# Voluntarismus (politická filozofie)

Symbol voluntarismu

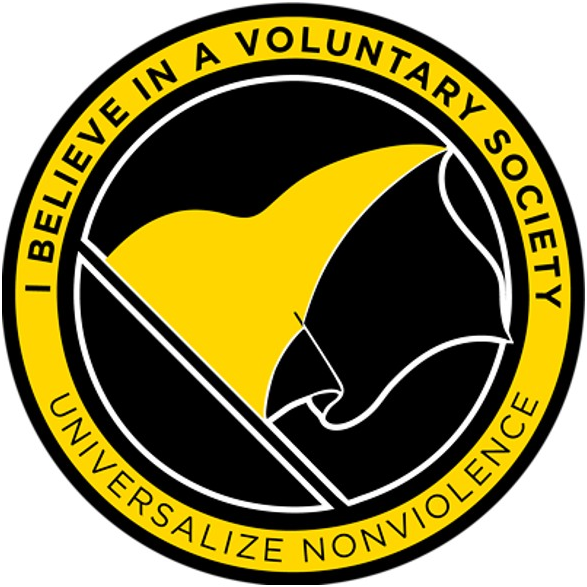
Voluntaryismus, Anarcho-kapitalismus

Voluntarismus nebo voluntaryismus (z anglického voluntary – dobrovolný) je politická a společenská filosofie zakládající se na přesvědčení, že veškerá spolupráce mezi lidmi by měla být pro všechny zúčastněné vždy dobrovolná. Její stoupenci odmítají oprávněnost použití násilí proti jakémukoli neagresivnímu jednání (princip neagrese). Použití násilí připouštějí výhradně v případě přímé obrany (před aktuálně probíhající agresí) a v případě trestu pro zločince (pachatele agrese), na který má právo oběť.
Voluntaryismus je ústředním motivem politické ideologie libertariánství.

## Charakteristika
Dobrovolnost člověka (ve smyslu absence donucení násilím či hrozbou násilí) je esencí jeho svobody, naopak donucení násilím či jeho hrozbou je agresí a takové jednání je zločinem. Tyto principy bývají uplatňovány tzv. rakouskou ekonomickou školou, jejímiž představiteli jsou např. Ludwig von Mises či Murray Rothbard. Voluntarismus je součástí i některých filosofických směrů (objektivismus) a náboženství.
Stoupenci voluntaryismu věří, že se každý člověk vždy snaží maximalizovat svůj vlastní užitek na základě svého souboru preferencí – jedná racionálně. Vnějším donucením jednat jinak, než jak by v souladu s vlastní vůli nejraději jednal, se jeho užitek sníží. Potlačení svobodné vůle člověka proto nikdy není "pro jeho dobro". Voluntaryista popírá existenci objektivního univerzálního užitku, jež by byl nezávislý na individuálních preferencích / cílech člověka. Dobrovolnost si ztotožňuje se svobodou – svobodou od násilného donucení. Nikomu nepřiznává právo násilím (či hrozbou násilím) zabránit jinému člověku v takovém jednání, které není samo o sobě násilím (či jeho hrozbou). Jinými slovy zapovídá agresi – použití násilí k potlačování neagresivního jednání člověka. Každému naopak přiznává právo se agresivnímu jednání bránit – právo na obranu.

## Kritika
Sociální anarchisté kritizují voluntarismus za „pouhé“ zdůrazňování svobody uzavřít kontrakt, a to i takový kontrakt, který omezí další svobodné jednání jednotlivce (např. odstoupení od kontraktu). V dobrovolném sdružování proto zdůrazňují potřebu přímé demokracie. Předmětem jejich kritiky tak není ani tak nemožnost přímé demokracie v dobrovolném voluntaristickém sdružování, jako spíše to, že samotné voluntaristické sdružování přímou demokracii nepovažuje za klíčový prvek.